# Nemea

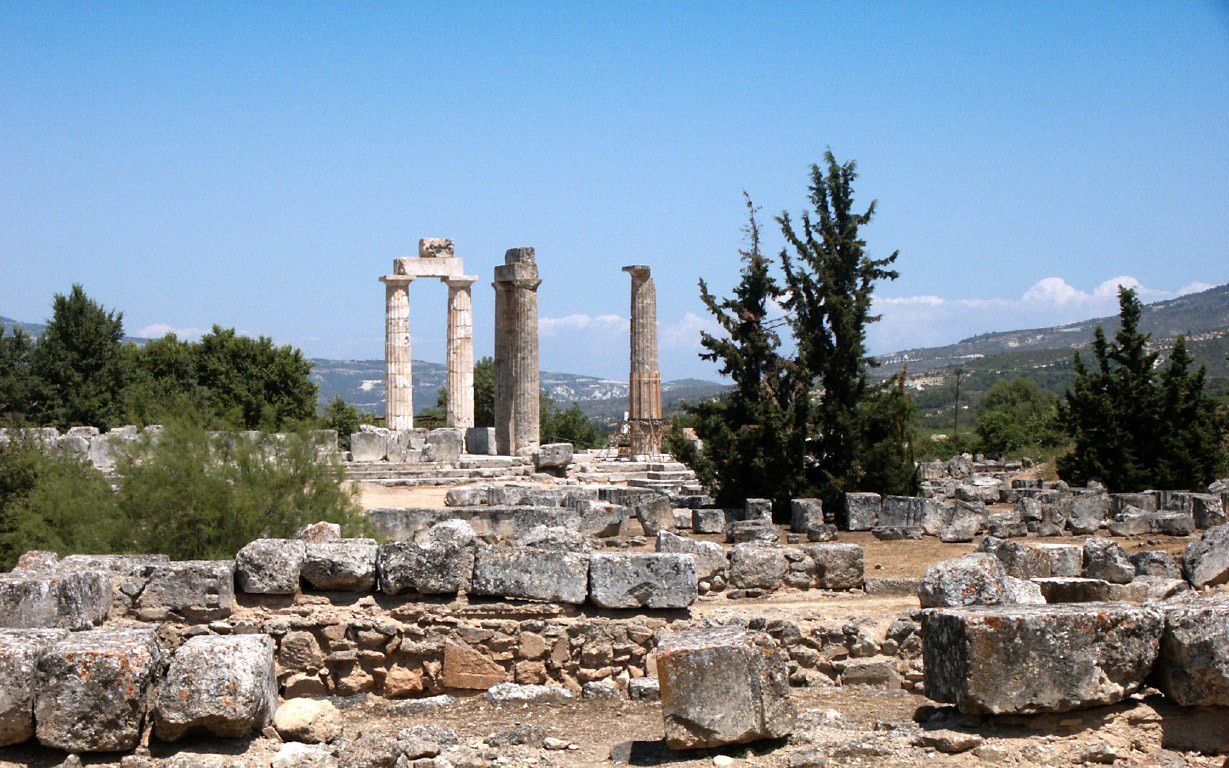
A nemeai Zeusz-templom romjai

Nemea (görögül Νεμέα) régészeti feltárási hely egy ókori település helyén Görögországban, a Peloponnészoszi-félsziget északkeleti részében, a Nemea folyó völgyében.
Valamikor az ókori argoliszi városhoz, Kleonaihoz tartozott, ma Korinthia prefektúra része. A kis Iraklion falu a feltárás délnyugati oldalán helyezkedik el, Új-Nemea városa kilométerekre nyugati irányban fekszik.
A görög mitológiában a hely a nemeai oroszlán otthonaként volt híres, amelyet Héraklész ölt meg. Egy híres mitológiai gyermekgyilkosságnak is helyszíne volt: Amikor a Hetek Argoszból Thébai ellen vonultak, az úton megpihenve dajkája egy petrezselyemből készített ágyon hagyta pihenni a gyermek Opheltész királyfit. Amikor vízért ment a Hetek számára, a gyermeket egy sárkány megölte.
Emlékére alapították a monda szerint a Hetek a Nemeai játékokat. A sportesemény a pánhellén játékok része volt, i. e. 573-tól tartották kétévente a nemeai Zeusz-szentélynél. A győztesek petrezselyemből készült diadalkoszorút kaptak, a bírók pedig a gyász jeléül fekete köpenyt viseltek.

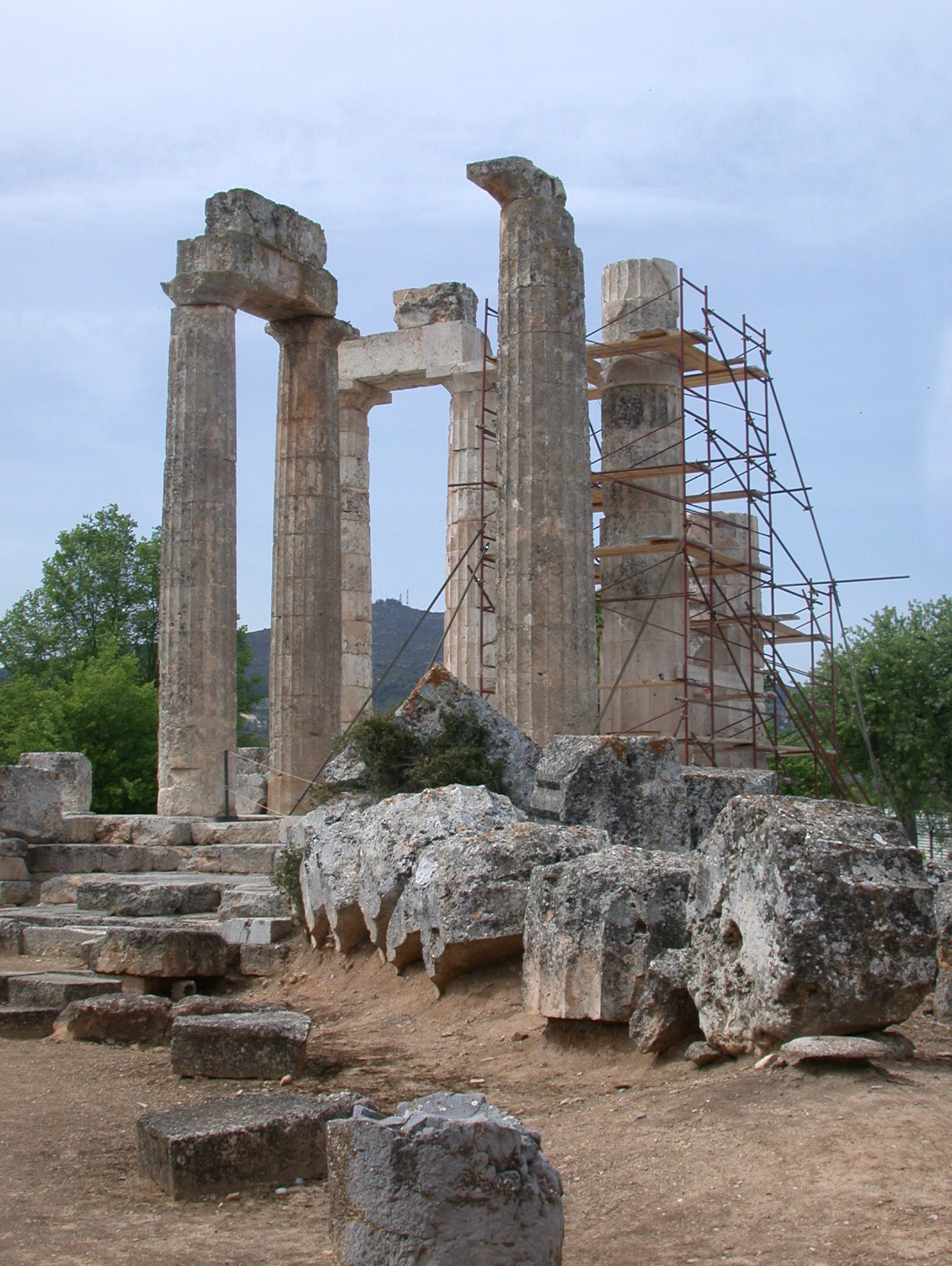
Újraállítják az oszlopokat

Egy i. e. 4. században épült nemeai templom három oszlopa állva vészelte át az idők viszontagságait. 2002-ben még kettő oszlopot újra felállítottak, további három felállítása folyamatban van. A templom környékét feltárták és megtalálták egy nagy oltár, egy fürdő és egy fogadó maradványait. Ezt a templomot valamikor egy korábbi, a görög archaikus időkben épült korábbi templom helyére húzták fel, amelynek alapfala ma is látható.
A legutóbbi idők felfedezése a nemeai stadion, amelynek fennmaradt i. e. 320-ban épült boltíves bejárata, a falain ókori graffitivel.
A Kaliforniai Egyetem feltárásainak részeként múzeum épült, amelyben bemutatják a nemeai leleteket.
Nemeát érinti a Spartathlon ultramaratoni futóverseny útvonala.